# Nakajima Ki-6
Nakajima Ki-6 (яп. 九五式二型練習機, Kyūgo-shiki nigata renshuki) — серійний військово-транспортний, розвідувальний та пасажирський літак Імперської армії Японії та Імперського флоту Японії періоду Другої світової війни.

## Історія створення
У 1929 році для транспортної авіаційної компанії «Nihon Koku Yuso KK» було закуплено 6 літаків Fokker Super Universal. Не бажаючи залежати від іноземної компанії, керівництво Департаменту комунікацій оголосило конкурс на створення транспортно-пасажирського літака. У конкурсі взяли участь фірми Mitsubishi, Nakajima та Aichi. Проте запропоновані ними варіанти не змогли досягти параметрів голландського літака, тому було вирішено разом із придбанням ще 4 екземплярів купити ліцензію на виготовлення літака на авіазаводах Японії.
Виробництво почалось у 1930 році, а вже у березні 1931 року перший літак піднявся у повітря. Це був високоплан змішаної конструкції. Крила були з дерев'яним набором та фанерною обшивкою. Фюзеляж був зварений зі стальних труб, обшитих полотном. Перші літаки оснащувались імпортними двигунами Bristol Jupiter VI потужністю 450 к. с., пізніша стали використовуватися Nakajima Kotobuki Ha-1 потужністю 460 к. с.
Більшість літаків використовувались авіакомпанією «Nihon Koku Yuso KK», частина потрапила в компанію «Manshu Koku KK» («Маньчжурські авіалінії»). Літаки випускались до 1936 року на заводах Nakajima в місті Ота та в Харбіні на фірмі «Manshu».
З початком японської інтервенція в Маньчжурію головний хірург японської армії Йошинобу Терадзі запропонував переобладнати один із літаків на літаючий госпіталь. Перший літак був переобладнаний у 1932 році. Пасажирський салон був повністю переобладнаний. У ньому встановили звукоізоляцію, контроль температури, примусове подавання кисню, два лежачих місця та три сидіння для медпрацівників. На літаку була встановлена система переливання крові та подачі кисню. Екіпаж складався з двох пілотів та двох медпрацівників. У 1940 році таким чином був переобладнаний ще один літак.
Надійність літака викликала зацікавлення військових. У 1935 році для підготовки екіпажів бомбардувальників розпочався випуск військової версії «Супер Універсалів». Військовий варіант відрізнявся від цивільного трилопасним гвинтом та колесами низького тиску. У салоні розміщувались 4 місця для курсантів: штурманів, радистів, фоторозвідників та стрільців. Для стрільців зверху фюзеляжу була змонтована відкрита турель під 7,7-мм кулемет «Тип 92». Літак отримав назву «Армійський навчальний літак Тип 95» (або Ki-6). Але в армійській авіації літаки Ki-6 не отримали широкого застосування і більше використовувались як транспортні. Значною мірою це пояснювалось наявністю навчального літака Mitsubishi Ki-7.
Флот також зацікавився літаками «Супер Універсал». Для нього з травня 1933 році випускались модифікації під назвою «Базовий розвідник Fokker» (або C2N1), а також поплавковий варіант «Розвідувальний гідролітак Fokker» (або C2N2). Кабіна цієї модифікації була на метр довша, ніж у цивільної версії. На відміну від армійської версії, на морських літаках ставили дволопасний гвинт постійного кроку. Флотські C2N також майже не використовувались за прямим призначенням і незабаром були зняті з експлуатації.
До кінця 1930-х років дерев'яні конструкції літаків у вологому кліматі Японії стали руйнуватись і до 1940 року їх експлуатація була припинена.

## Тактико-технічні характеристики (Ki-6)

### Технічні характеристики
- Екіпаж: 1 особа
- Пасажири: 6 осіб
- Довжина: 11,25 м
- Висота: 2,78 м
- Розмах крил: 15,4 м
- Площа крил: 15,44 м²
- Маса пустого: 1640 кг
- Маса спорядженого: 2820 кг
- Двигун: Nakajima Kotobuki
- Потужність: 460 к. с.

### Льотні характеристики
- Максимальна швидкість: 245 км/г
- Крейсерська швидкість: 171 км/г
- Дальність польоту: 1045 км
- Практична стеля: 6000 м

## Модифікації
- Nakajima Super Universal — цивільний варіант
- Ki-6 — «Армійський навчальний літак Тип 95»
- C2N1 — «Розвідувальний літак флоту Тип 95»
- C2N2 — поплавковий варіант C2N1
- Manshū Super Universal — цивільний та військовий варіант, збудований в Маньчжурії